# Jared Tallent
Jared Tallent (né le 17 octobre 1984 à Ballarat) est un ancien athlète australien spécialiste de la marche athlétique, champion olympique du 50 km marche en 2012 à Londres. Il remporte trois autres médailles olympiques et termine trois fois vice-champion du monde sur cette distance.

## Biographie
Sélectionné pour les deux épreuves de marche des Jeux olympiques d'été de 2008 de Pékin, Tallent remporte le 16 août 2008 la médaille de bronze du 20 kilomètres, terminant avec le temps de 1 h 19 min 42 s derrière le Russe Valeriy Borchin et l'Équatorien Jefferson Pérez. Le 22 août 2008, l'Australien prend la deuxième place de l'épreuve du 50 kilomètres marche en améliorant son record personnel en 3 h 39 min 27 s. Avec ce nouveau podium, Jared Tallent devient le premier sportif australien depuis 1972 à remporter deux médailles lors de mêmes Jeux olympiques.
En 2009, l'Australien se classe 6e du 20 km et 7e du 50 km des Championnats du monde de Berlin mais regagnera une place sur les deux distances à cause de dopage des vainqueurs. Ce scénario se produit également sur les Championnats du monde de Daegu 2011 où Tallent récupère la médaille d'argent du 50 km (alors qu'il avait le bronze) ainsi que 3 places sur le 20 km (27e à 24e) ainsi qu'aux Jeux olympiques de Londres en 2012 où il décroche tout d'abord la médaille d'argent puis récupère la médaille d'or en 2016 à la suite du déclassement pour dopage du Russe Sergey Kirdyapkin. Il devient par la même occasion le détenteur du record olympique sur la distance en 3 h 36 min 53 s, réalisés lors de ces mêmes Jeux de 2012. 
Aux championnats du monde de 2013 à Moscou, il termine initialement 3e du 50 km en 3 h 40 min 03 s, mais encore une fois, il se voit réattribuer la médaille d'argent quelques années plus tard après la disqualification pour dopage du Russe Mikhail Ryzhov, qui était arrivé deuxième de la course. Deux ans plus tard aux Mondiaux de Pékin, il se classe 2e du 50 km derrière le Slovaque Matej Toth, décrochant ainsi sa troisième médaille d'argent mondiale consécutive sur cette distance.  
Le 8 mai 2016, il termine deuxième du 50 km des Championnats du monde par équipes à Rome, derrière Alex Schwazer et devant Ihor Hlavan mais est reclassé vainqueur à la suite du dopage de Schwazer. En août, l'Australien devient vice-champion olympique de cette même distance, devancé une nouvelle fois par le Slovaque Matej Tóth.
Après des blessures récurrentes aux ischio-jambiers, Jared Tallent annonce à l'âge de 36 ans, le 25 mars 2021, sa retraite sportive,.

## Palmarès
| Date | Compétition                     | Lieu           | Résultat | Épreuve  |
| ---- | ------------------------------- | -------------- | -------- | -------- |
| 2001 | Championnats du monde jeunesse  | Debrecen       | 7e       | 10 000 m |
| 2004 | Coupe du monde de marche        | Naumburg       | 75e      | 20 km    |
| 2005 | Championnats du monde           | Helsinki       | 18e      | 20 km    |
| 2006 | Jeux du Commonwealth            | Melbourne      | 3e       | 20 km    |
| 2006 | Coupe du monde de marche        | La Corogne     | 14e      | 20 km    |
| 2007 | Championnats du monde           | Osaka          | DQ       | 20 km    |
| 2008 | Coupe du monde de marche        | Tcheboksary    | 10e      | 20 km    |
| 2008 | Jeux olympiques                 | Pékin          | 3e       | 20 km    |
| 2008 | Jeux olympiques                 | Pékin          | 2e       | 50 km    |
| 2009 | Championnats du monde           | Berlin         | 5e       | 20 km    |
| 2009 | Championnats du monde           | Berlin         | 6e       | 50 km    |
| 2010 | Coupe du monde de marche        | Chihuahua      | 3e       | 50 km    |
| 2010 | Jeux du Commonwealth            | New Delhi      | 1er      | 20 km    |
| 2011 | Championnats du monde           | Daegu          | 24e      | 20 km    |
| 2011 | Championnats du monde           | Daegu          | 2e       | 50 km    |
| 2012 | Coupe du monde de marche        | Saransk        | 1er      | 50 km    |
| 2012 | Jeux olympiques                 | Londres        | 7e       | 20 km    |
| 2012 | Jeux olympiques                 | Londres        | 1er      | 50 km    |
| 2013 | Championnats du monde           | Moscou         | 2e       | 50 km    |
| 2014 | Coupe du monde de marche        | Taicang        | 3e       | 50 km    |
| 2015 | Championnats du monde           | Pékin          | 26e      | 20 km    |
| 2015 | Championnats du monde           | Pékin          | 2e       | 50 km    |
| 2016 | Championnats du monde de marche | Rome           | 1er      | 50 km    |
| 2016 | Jeux olympiques                 | Rio de Janeiro | 2e       | 50 km    |

## Records
| Épreuve      | Performance     | Lieu    | Date            |
| ------------ | --------------- | ------- | --------------- |
| 20 km marche | 1 h 19 min 15 s | Hobart  | 13 février 2010 |
| 50 km marche | 3 h 36 min 53 s | Londres | 7 août 2012     |